# CEM-138 Pave Cricket
Boeing CEM-138 Pave Cricket byl americký bezpilotní letoun určený k rušení nepřátelských radarů protiletecké obrany.
Jednalo se o verzi malého bezpilotního prostředku YCQM-121A Pave Tiger vybavenou rušícím zařízením AN/ALQ-176. Americké letectvo USAF započalo roku 1987 letové testy prototypu YCEM-138A. Další verze nevznikly, letoun se nedostal do sériové výroby, program byl totiž v průběhu let 1988–1989 ukončen.
Orientační data:
- délka 2,12 m
- rozpětí křídel 2,57 m
- výška 0,61 m
- rychlost 320 km/h
- dostup 3 000 m
- pohon
  - 2× pístový motor Cuyuna 438 cc o výkonu 21 kW (28 hp)
  - raketový urychlovací motor na tuhé palivo sloužící ke startovacímu odpalu (booster)